# Alejandra Herrera Silva
Alejandra Herrera Silva (Santiago de Chile, 1978-) es una artista visual que ha desarrollado su trabajo en las líneas de performance art (arte de acción), fotografía digital y la instalación.

## Biografía
Entre 1998 y 1999 fue becada como estudiante de intercambio en la Universidad Politécnica de Valencia (España). En 2001 realizó un curso de Litografía con el artista Daniel Soler, organizado por la Universidad de Chile y la Universidad Politécnica de Valencia. En 2002 obtuvo la Licenciatura en Artes Plásticas por la Universidad de Chile y realizó un curso de danza independiente con Paula Magazine. En 2004 realizó un curso de Gestión Local en la Universidad Arcis y en 2006 una pasantía en la Universidad de Úlster, Belfast, Irlanda del Norte.
Fue cofundadora de PerfoPuerto (2002-2007) y directora ejecutiva desde entonces, organización independiente sin fines de lucro, destinada a dar a conocer el arte de performance en Chile “cuya primera iniciativa de mayor alcance se desarrolló en Valparaíso en abril de 2002, con Av-ant Perfo, muestra internacional de arte de performance. Luego, en diciembre del mismo año, produjeron el primer Festival Latinoamericano de Performance en esa ciudad, en el que participaron artistas de habla hispana del norte y sur de América, así como de España”. Ha presentado sus performances en Chile, Argentina, España, Finlandia, Estados Unidos, Japón, Alemania, Polonia, México, Venezuela e Irlanda del Norte. Desde el año 2007 reside en Los Ángeles, California, Estados Unidos.

## Obra
Su foco de trabajo se ha centrado en temáticas asociadas al cuerpo, ya sea de forma cultural o biológica. En 2002, fue ayudante del Taller de Arte de Performance de Alexander Del Re y realizó una performance titulada “La dieta” en la cual analiza el proceso de construcción y deconstrucción de un cuerpo de mujer a través de una perfección social que es impuesta con el fin de buscar la belleza. En el año 2003, realizó su obra “Coalition” en la cual explora acerca de su cuerpo como objeto de placer. En dicha obra, solicitó a asistentes y espectadores que impregnaran de sus huellas dactilares un tejido que se transformó en su vestuario al ser cosido por su asistente, mientras los espectadores se comunicaban con ella, que tenía los ojos vendados, por medio de un aparato sonoro.
Respecto de la performance, ha señalado: “la performance tiene algo azaroso (…). Uno puede tener ideas de acciones, pero de ahí a la realidad es otra cosa, ya que es el contexto, la gente y la cantidad de mujeres, de hombres y niños que vienen a la muestra y su reacción, los que generan un ir y venir de posibilidades”. Respecto de su obra presentada en la exposición “New Maternalisms. Maternidad y nuevos feminismos”, ha señalado: “Mi obra habla de mi experiencia de estar fuera de Chile, y de cómo esto me ha hecho ver las cosas de manera diferente. Habla de lo que la sociedad chilena generó en lo que soy ahora, mi crianza católica dentro de un contexto que yo no elegí, de mis padres y de la propia experiencia con mis hijos. No habla sólo de lo lindo de la maternidad”. Desde entonces ha trabajado la maternidad y lo doméstico.
Ha presentado su trabajo en distintos países y recibido reconocimiento de FONDART (Fondo Nacional de la Cultura y las Artes) y DIRAC (Dirección de Asuntos Culturales Ministerio de Relaciones Exteriores). Fue invitada como conferencista al Nipon International Performance Art Festival en 2005 y a las Escuelas de Bellas Artes de la Universidad de Úlster y de la Universidad de Helsinki en 2006. Además, su trabajo ha aparecido en las revistas de arte “Dwukropek” de Varsovia (Polonia), “Heterogenesis” de Lund (Suecia) y en "Esse arts+opinions” de Montreal (Canadá).

## Exposiciones

### Individuales
- Performance, Evento de performance y poesía, Vespella, España, 1999.
- Performance, Burjassot Factory, Valencia, España, 1999.
- “Huevos Revueltos”, performance, Universidad de Chile, Santiago, Chile, 2000.

- “Al-Huevo”, performance, “Av-Ant Perfo” Festival Internacional de Performance, Centro Cultural Balmaceda 1215, Valparaíso, Chile, 2002.
- “21 grajeas”, performance, Centro de Arte Casa Naranja, Santiago, Chile, 2002.
- “La Dieta” y “La anti-dieta”, Instalación performática, Exhibición Urbana, Galería Arcimboldo, Buenos Aires, Argentina, 2002.
- “Timp-ano”, performance, “Burbuja de Mar”, Exposición de estudiantes del taller de performance, Muelle Barón, Valparaíso, Chile, 2002.
- “Nutrición”, performance, Sensorial 2002 art event, Universidad Andrés Bello, Viña del Mar, Chile, 2002.
- “Maniquí”, performance instalación, “Coalition”, Festival Internacional de Performance, Muelle Barón, Valparaíso, Chile, 2003.
- “Pecera Guerrera”, performance, Desarme internacional performance art event, Valparaíso- Viña del Mar, Chile, 2003.
- "Unit 2005", instalación, H10 Gallery, Valparaíso, Chile, 2004.

- “P2RL1”, performance, “In Transit/En Tránsito”, 4 International Performance Art Festival, Galería Animal, Santiago, y Centro Cultural IMPA, Buenos Aires, Argentina, 2004.

- “2A+C+P”, performance, 2A collective (colabora con Alexander Del Re) “Intro” 6 Festival Internacional de Performance, Galería Animal, Santiago, Chile, 2005.
- “Andra i den Andra”, performance virtual, Chocopop 3er Festival Internacional de Performance, Sonoro Event, Dominican Republic, transmit on 6X5 Art Space, Santiago, Chile, 2005.
- “En el abismo de un tercero”, performance, 2.º Festival de performance de Montevideo, Montevideo, Uruguay, 2005.
- “La naturaleza del otro”, performance, 2ª collective (colabora con Alexander del Re), “Performance: Asia” 5 International Performance Art Festival, Centro Cultural M100 Santiago, Chile, Sala de exposiciones Puntángeles y Escena al Borde, Valparaíso, Chile, 2005.
- “Desde el abismo del otro”, performance, colabora con Alexander Del Re, Evento: Cultura y Ayuda, Centro Cultura Ex-Hospital San José, Santiago, Chile, 2005.
- “Abismo – 1b3sm4”, performance, “First Corporal Art Event” National Art Gallery, Caracas, Venezuela, 2005.
- “S/T”, performance, evento objetual, Escena al Borde Art Space, Valparaíso, Chile, 2005.
- “M4n2y”, performance, NIPAF 05 performance art Festival, Tokio, Aichi, Kyoto, Nagano, Japón, 2005.
- “111205”, performance installation, 6X5 Art Space, Santiago, Chile, 2005.
- “Por la razón o la fuerza”, Festival internacional de performance, Ex Teresa Arte Actual, México, 2006.
- “Túnel carpiano”, performance, Exchange places performance art event, Black Box Gallery, Belfast, Irlanda del Norte, 2006.
- “Hablando del género”, performance, Forum Box Gallery, Helsinki, Finlandia, 2006.
- “28 huevos a un árbol”, Museum of Miranda, Miranda, Venezuela, 2006.
- “Intolerante al género”, Depicting action exhibition, 18 Street Art Complex, Los Ángeles, California, Estados Unidos, 2006.
- “28 H5V4S”, performance, UNIACC, Santiago, Chile, 2006.
- “1999 B2S4S”, performance, Cable Factory Art Space, Helsinki, Finlandia, 2006.
- “C2C3L31”, performance installation, 6X5 Art Space, Santiago, Chile, 2006.
- “150106”, performance, Los Ángeles, California, Estados Unidos, 2006.
- “Lineage”, performance, colabora con la artista Mariel Carranza, Los Ángeles, California, Estados Unidos, 2007.
- “51 stars in Reinohuelen”, performance, 7a11d Performance art Festival, Toronto, Canadá, 2008.
- “51 stars”, performance, Intervene Interrupt!, UC Santa Cruz, California, Estados Unidos, 2008.
- “What is life?”, performance, Catalys Art, Belfast, Irlanda del Norte, 2008.

### Colectivas
- Instalación, Exhibición "Desclonart", Espacio de arte Pepica la pilona, Valencia, España.
- Instalación "Me pillaron en la calle y me encerraron, maricones!", Exposición "Tres mujeres en la Perrera", Espacio Experimental La Perrera, Santiago, Chile, 2000.
- Exposición colectiva en Galería Regional, Viña del Mar, Chile, 2003.
- Exposición colectiva en Galería Codar, Viña del Mar, Chile, 2004.
- Exposición colectiva en Galería H10, Valparaíso, Chile, 2004.
- Exposición colectiva en espacio de arte, Centro Cultural de Quillota, Quillota, Chile, 2004.
- FONDART 2004, “Unit project, 3 different installations in Valparaiso city”, Valparaíso, Chile.
- New Maternalisms exhibition, FADO, Mercer Union Art Gallery, Toronto, Canadá, 2012.
- Festival de performance Trouble en Bélgica, 2013.
- “Broken roots”, Festival de Arte de Performance Mother Tongue, teatro Universum, Helsinki, Finladia, 2014.
- “Historia de la resistencia”, New Maternalisms – Chile, Museo de Arte Contemporáneo de la Universidad de Chile, 2014.
- “S/T”, Là-bas Biennale, Museum of Contemporary Art Kiasma, Helsinki, Finlandia, 2014.
- “S/T” PAL performance art festival, Estocolmo, Suecia, 2014.
- “Social Roles”, Complicated labors, UCSC, Santa Cruz, California, Estados Unidos, 2014.
- “New Maternalisms. Maternidad y nuevos feminismos”. Exposición colectiva, curatoría de Natalie Loveless y Soledad Novoa, Museo de Arte Contemporáneo y Museo Nacional de Bellas Artes, Santiago, Chile, 2014.
- “La Sangre tira”, The Chilean Miracle Art Show, HRLA, Los Ángeles, California, Estados Unidos, 2015.
- Encuentro de mujeres, Universidad de Chile, Perfolink, Santiago, Chile, 2016.
- “Domestic labor”, Encuentro Excéntrico Hemisférico, Universidad de Chile, Santiago, Chile, 2016.
- “New Maternalisms Redux”, Exhibición y coloquio, Edmonton, Canadá, 2016.
- “Domestic labor”, Buzzcut performance art festival, Glasgow, Reino Unido, 2016.
- “Muestra de Performance 25 años. Reflexiones sobre performance”, Sala AIEP, Santiago, 2017.
- ZAZ performance art Festival, Tel Aviv, Israel, 2017.
- “Tierra de nadie”, Land of not one, Live Action performance art festival, Gotenburgo, Suecia, 2018.

### Gestión cultural y curadurías
- Participa, produce y coorganiza “Salón Anual de Alumnos” de la Facultad de Artes de la Universidad de Chile, Museo de Arte Contemporáneo, Santiago, Chile, 2000.
- Participa, produce y coorganiza “Av-ant Perfo”, I Muestra internacional de arte de performance en Valparaíso, presentando a artistas de México, Polonia, España y Chile, 2002.
- Perfopuerto 2002, Festival Latinoamericano de Performance, alrededor de 17 artistas, Centro Cultural Ex-Cárcel de Valparaíso, Valparaíso, Chile.
- Participa, produce y coorganiza “Coalition: una primera mirada panorámica”, 12 artistas, Muelle Barón, Valparaíso, Chile, 2003.
- Participa, produce y coorganiza “In Transit/En Tránsito”, Galería Animal (Santiago de Chile) y Centro Cultural IMPA La Fábrica (Buenos Aires), 2004.
- "Post", Séptimo Festival Internacional de Performance, Muelle Barón y ExFrigorífico, Valparaíso, Chile, 2005.
- Primer Congreso Internacional de Performance, 35 artistas, teóricos y organizadores. Valparaíso, Chile.
- "Intro", Sexto Festival de Performance, Galería Animal, Santiago, Chile y Centro Cultural IMPA, Buenos Aires, Argentina.
- Taller Internacional de Performance, Santiago y Valparaíso, Chile, 2006.
- "Ensemble of men", Festival de Performance, Centro Cultural M100, Santiago, Chile, 2007.
- "Stelarc", Exposición, Centro Cultural M100, Santiago, Chile, 2007.

## Actividad docente
Desde 2001 se ha desempeñado activamente como profesora de performance en distintas instancias:
- Taller independiente de Arte de Performance en colaboración con Alexander Del Re, Valparaíso, Chile, 2001.
- Taller independiente de Arte de Performance en colaboración con Alexander Del Re, Santiago, Chile y Centro Cultural Balmaceda 1215, Valparaíso, Chile, 2002.
- Taller independiente de Arte de Performance en colaboración con Alexander Del Re, Valparaíso, Chile, 2003.
- Taller independiente de Arte de Performance en colaboración con Alexander Del Re, Santiago, Chile y Centro Cultural Ex Hospital San José, Santiago, Chile, 2004.
- Seminario de Creación Visual, Universidad de Viña del Mar, Viña del Mar, Chile, 2004.
- Taller independiente de Arte de Performance en colaboración con Alexander Del Re, Santiago, Chile, y Centro Cultural Balmaceda 1215, Valparaíso, Chile, 2004.
- Asistente de Danza, Minor en Danza, Teatro y Performance, Universidad Bolivariana, Santiago, Chile, 2005.
- Taller independiente de Arte de Performance en colaboración con Alexander Del Re, Santiago, Chile, 2005.
- Seminario de Creación Visual, Universidad de Viña del Mar, Viña del Mar, Chile, 2005.
- Taller de Arte de Performance, Escuela de Artes Plásticas Armando Reverón, Caracas, Venezuela, 2006.
- Performance art workshop, University of Helsinki, Helsinki, Finlandia, 2006.
- Taller independiente de Arte de Performance en colaboración con Alexander Del Re, Santiago, Chile, 2006.

## Premios
- FONDART 2005, “Primer Congreso Internacional de Performance en Valparaíso”, Chile.
- FONDART 2006, “Resident Art University of Ulster”, Belfast, Irlanda del Norte.
- FONDART 2006, “Taller Internacional de Arte en Valparaíso, Chile”.
- DIRAC 2007, “Contemporary Art Exchange between Chile and Northern Ireland”.
- Travel support of 711A executive committee, Canadá, 2008.
- Performance art festival Internacional 7, Los Ángeles, California, Estados Unidos, 2009.
- FONDART 2014, ‘‘New maternalims’’, Chile.
- FONDART 2015, Convite Encuentro I, GAM, Chile.